# Cancún
Cancún (/kaŋˈkun/ ) est une ville mexicaine située dans l'État du Quintana Roo, au nord-est de la péninsule du Yucatán. Ayant connu une transformation remarquable en seulement quelques années, Cancún est désormais une ville célèbre mondialement pour son activité touristique très importante. D'après le recensement de 2020, elle compte 888 797 habitants, pour une superficie de 1 978,75 km2.
Malgré sa prospérité touristique, Cancún comprend une « ceinture de misère » formée de plus de deux cents quartiers informels, où 250 000 personnes vivent sans eau courante ou système de traitement des eaux usées, parfois sans électricité, souvent dans des cabanes de fortune.
Située au bord de la mer des Caraïbes, la ville est un des points les plus à l'est du pays et, avec sa zone hôtelière, une capitale mondiale du tourisme de masse.
La ville est le siège de la municipalité de Benito Juárez.

## Géographie

### Site
La ville de Cancún est divisée en deux parties :

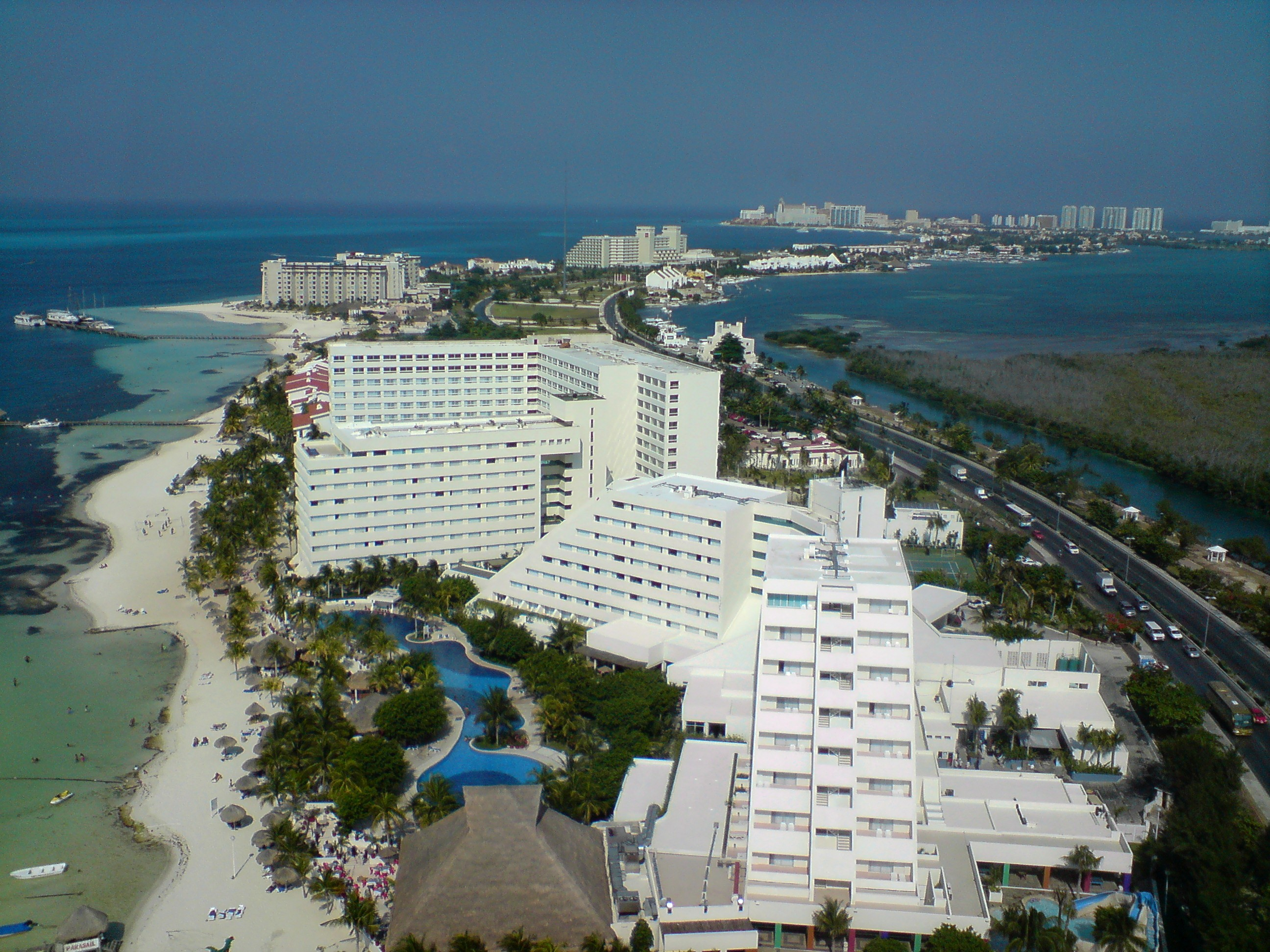
Zone hôtelière.

- une zone très hôtelière et touristique, située sur une bande de terre de vingt-trois kilomètres entre la mer des Caraïbes et la lagune Nichupte, et traversée par le boulevard Kukulcan ;
- une zone urbaine où se regroupe la majorité de la population et où est installée la plupart des institutions de la ville.

### Climat
Le climat est tropical à saison sèche, cela signifie que l’année est divisée en deux grandes périodes. Une saison sèche commençant en novembre et se terminant en mai et une saison humide de juin à octobre.
Si les pluies sont effectivement sporadiques durant la saison sèche, en revanche la saison humide est surtout appelée ainsi pour le taux d’humidité très élevé durant cette période. La saison humide est aussi appelée saison des ouragans. En effet, il arrive que certaines dépressions tropicales se transforment en ouragan lors cette période (principalement en septembre – octobre). On peut citer les exemples de l'ouragan Gilbert en 1988, de l'ouragan Wilma en 2005 et de l'ouragan Dean en 2007.
| Mois                     | jan. | fév. | mars | avril | mai | juin | jui. | août | sep. | oct. | nov. | déc. | année |
| ------------------------ | ---- | ---- | ---- | ----- | --- | ---- | ---- | ---- | ---- | ---- | ---- | ---- | ----- |
| Température moyenne (°C) | 23   | 24   | 26   | 27    | 28  | 29   | 29   | 29   | 28   | 27   | 26   | 24   | 26,7  |
| Précipitations (mm)      | 81   | 25   | 30   | 36    | 104 | 185  | 124  | 97   | 119  | 188  | 104  | 104  | 1 197 |

## Histoire

### Origines

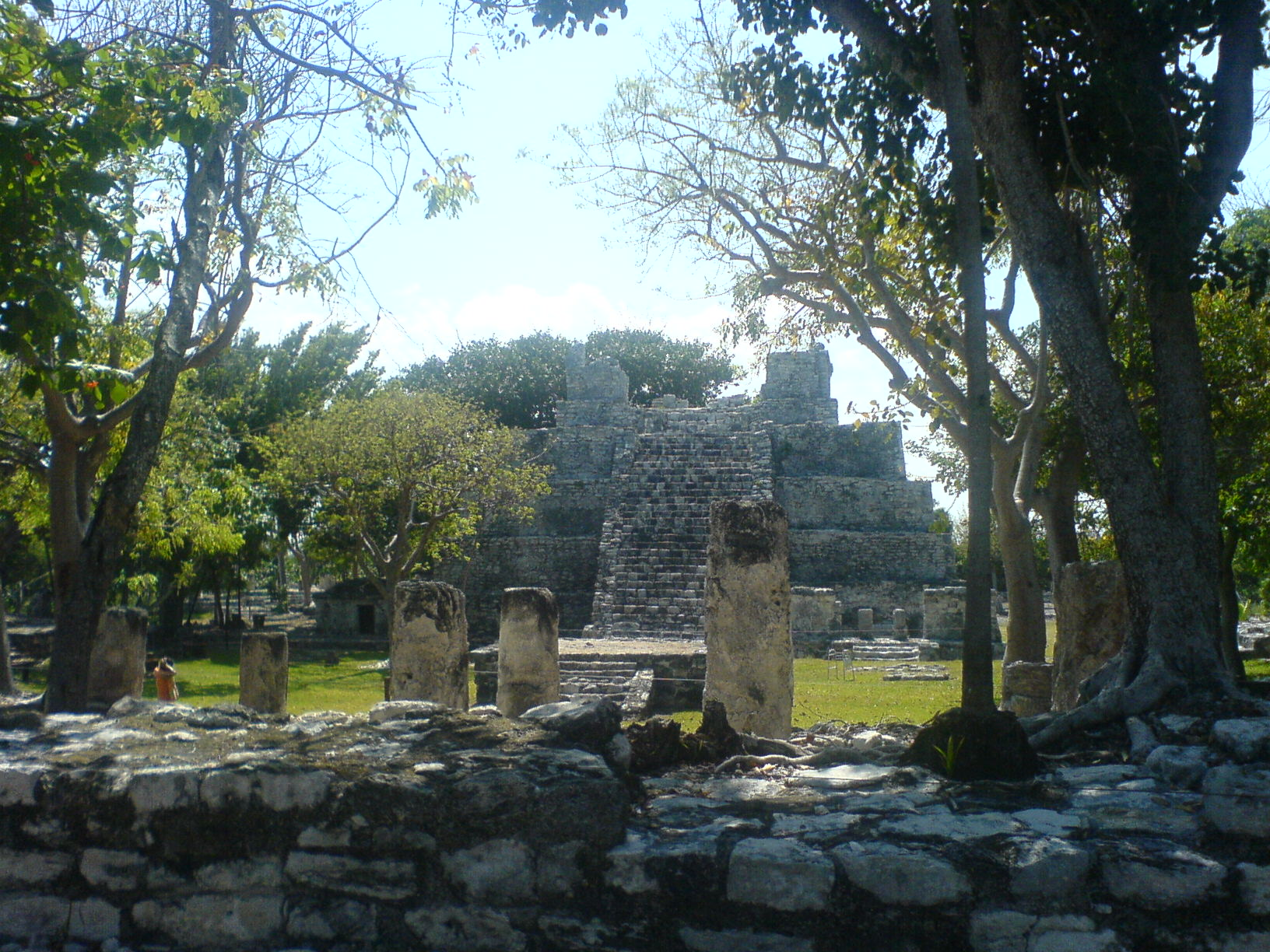
Zone archéologique El Meco.
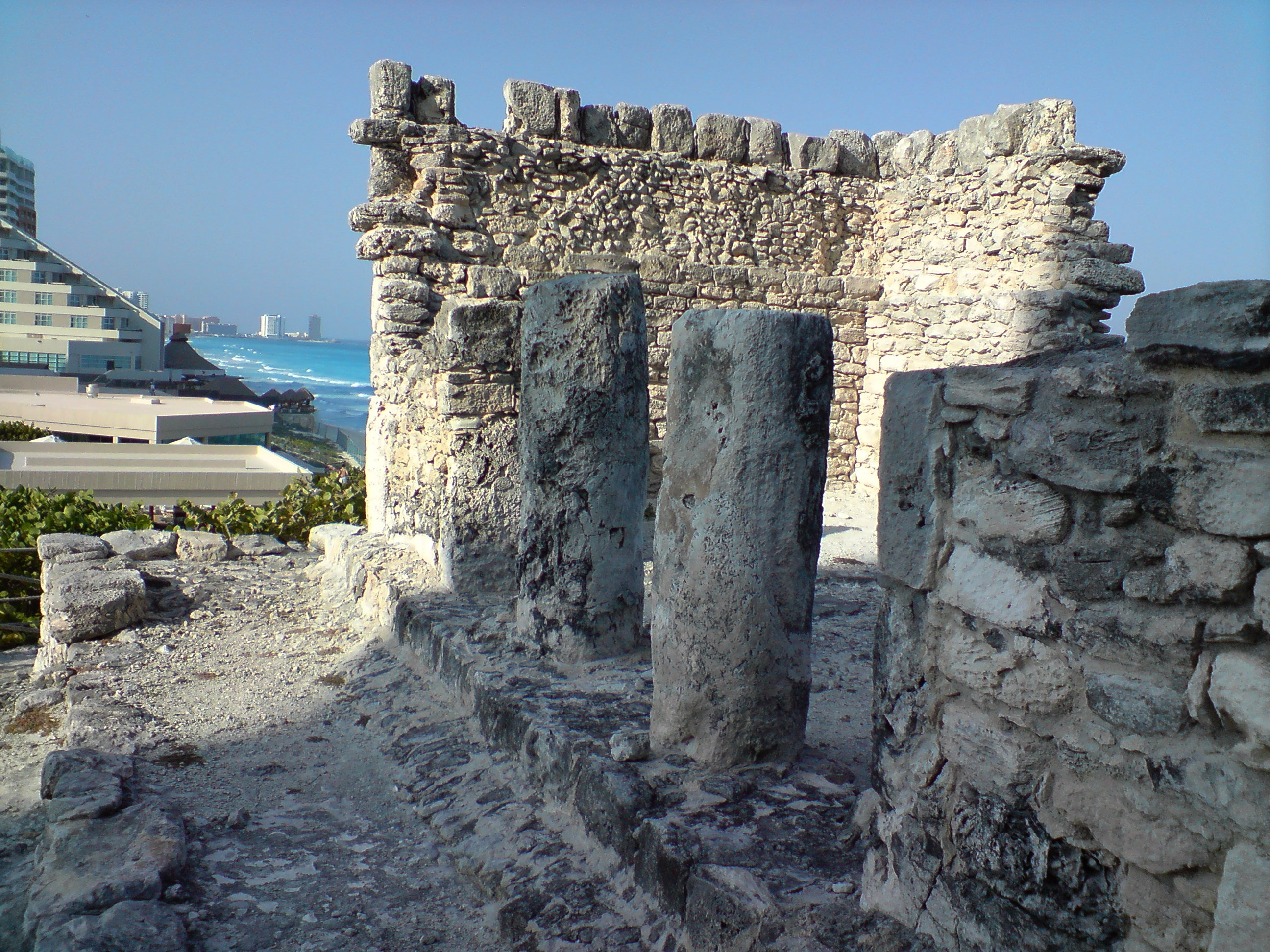
Yamil Lu'um (Temple du Scorpion).
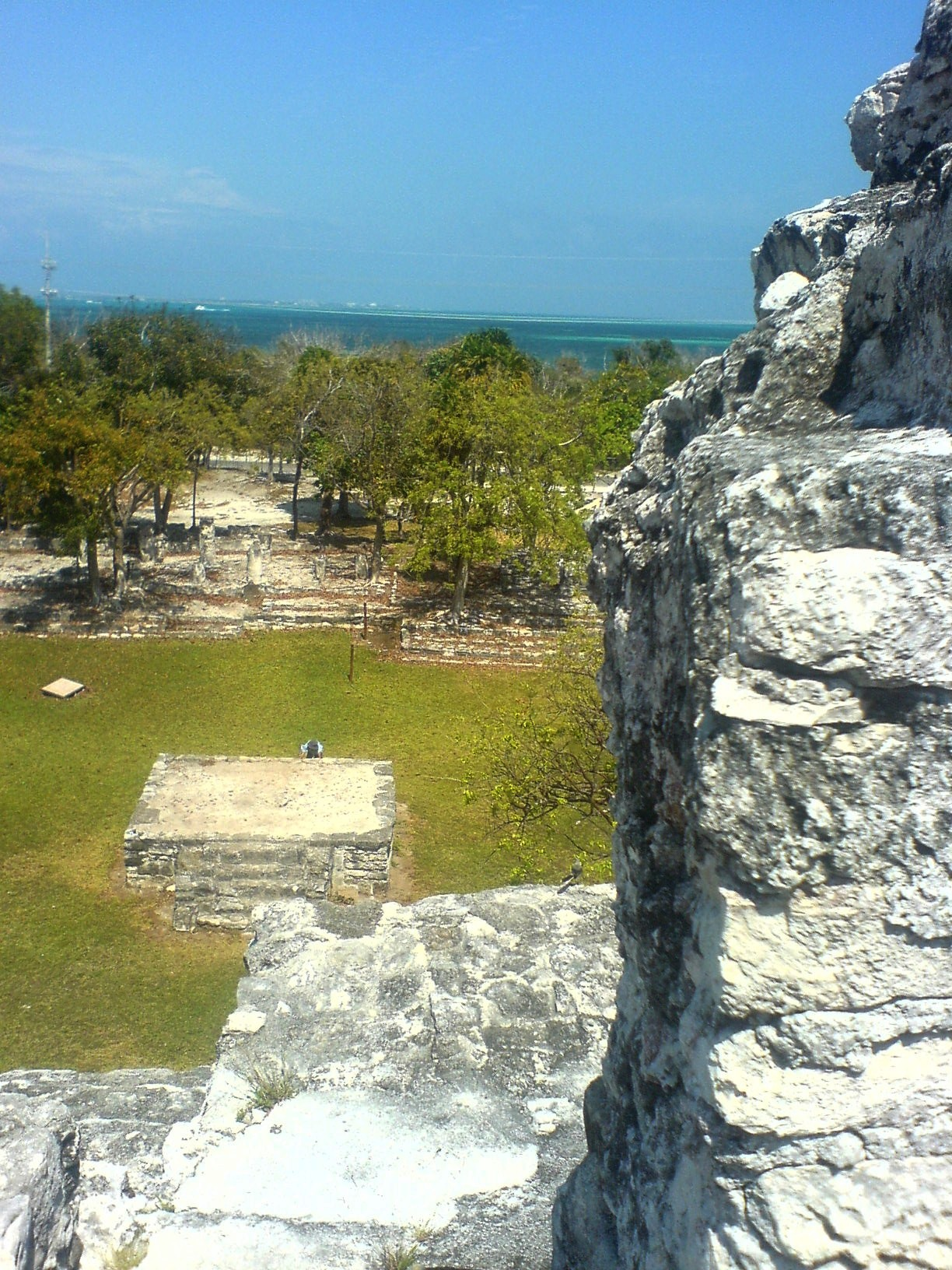
El Castillo, site archéologique El Meco.

Cancún était située sur une route commerciale des Mayas en direction du Honduras actuel. Selon des recherches archéologiques, plusieurs sites de l'île ont été habités lors de l'époque pré-colombienne, jusqu'au XVIe siècle. La zone fut découverte par les Espagnols, par Francisco Hernández de Córdoba en 1517.
Le nom de Cancún apparaît pour la première fois au XVIIIe siècle sur une carte géographique. Il signifie en maya « trou de serpents », « nids de serpents » ou « trône du serpent ».

### La ville moderne
Dans les années 1960, seule une centaine de pêcheurs vivent encore sur le site. C'est à cette époque que le gouvernement mexicain décide de construire une station balnéaire sur la côte du Quintana Roo pour faire face au développement de l'industrie touristique. Le choix se porte finalement sur Cancún, à la suite des calculs d'un ordinateur qui avait donné des sites potentiels. Le site présente alors un grand potentiel pour la construction des infrastructures nécessaires (hôtel, maisons, éventuel gare ou hôpital aéroport...). Les travaux débutent en 1969, sous l'impulsion de fonds gouvernementaux pour le développement. Le premier hôtel est édifié en 1974. Avec l'explosion du tourisme, la ville grandit de façon spectaculaire, à l'image de la croissance démographique. En 2010, la ville comptait 628 000 habitants permanents.
La cinquième Conférence ministérielle de l'OMC s'y est tenue, du 10 au 14 septembre 2003.
La seizième conférence internationale sur le changement climatique (sous l'égide de l'ONU) y a eu lieu, du 29 novembre au 10 décembre 2010. Les applaudissements ont été nourris avant même que commencent les débats. Les représentants de quelque 190 pays signataires de la convention sur le changement climatique ont adopté le texte de compromis, après l'échec de la conférence de Copenhague, où 120 chefs d'État avaient forgé un accord qui n'avait pu être adopté formellement par l'assemblée.

## Impact environnemental
Le tourisme à Cancún a entraîné la destruction massive de l'environnement: lagon remplie de déchet, mangrove menacés, eaux usées lâchées directement dans la mer...
La pollution de l'eau est l'un des principaux impacts : les hôtels produisent environ 95% des eaux sales, ce qui dépasse la capacité de traitement de la ville. Ces eaux usées non traitées se retrouvent finalement dans la mer. Le lagon s'est déjà tellement détérioré que l'agence de tourisme a dû le faire nettoyer en recueillant les algues et autres déchets car cette pollution a de graves répercussions: moins de poissons et moins de diversité des espèces (biodiversité).
Les hôtels produisent aussi d'importantes quantités de déchets solides. 329 000 tonnes de déchets sont collectées chaque année dont un quart provient des hôtels. La pollution de l'air constitue un autre impact grave. Les automobiles comme les bus touristiques émettent des gaz polluants qui ont un impact négatif sur la végétation.
Le développement massif du tourisme à Cancùn depuis 1970 à un impact très négatif sur l’environnement : la nature est de moins en moins présente au environ de Cancùn.

## Transports
L’aéroport international de Cancún y est implanté. Depuis l'aéroport de Cancún, il existe de nombreuses options de transport : navettes partagées, taxis, ADO, transports privés tels que Cancun Airport Transportation, Cancún Shuttles, USA Transfers, pour n'en citer que quelques-uns, y compris le Train maya.
La zone hôtelière est reliée à la ville mexicaine par les lignes de bus R-1, R-2 et R-15 ainsi qu'un BHNS.

## Sport
En football, le club CF Atlante s'est installé à Cancún en provenance de Mexico en mai 2007. Il joue ses matchs locaux au stade Andres Quintana Roo, construit en 2007 également.
En Ligue mexicaine de baseball, les Tigres de Quintana Roo sont basés à Cancún où se trouve leur stade, l'Estadio Beto Ávila, enceinte de 9000 places.

## Critiques
Emblématique du tourisme de masse et des divers problèmes qu'il soulève, Cancún a fait l'objet de vives critiques.
Dans un article de la rubrique « carton rouge » de son site, l'association Echoway, qui milite pour un tourisme solidaire, insiste sur l'exploitation des travailleurs qui caractérise Cancún et, plus généralement, sur la Riviera maya : « les « tout inclus » ont réussi à fragiliser un peu plus l'économie locale. Les conséquences sont particulièrement dures pour les restaurants et commerces locaux. Les milliers d'employés de ces chaînes gagnent le salaire minimum. Au Tucancun hôtel de la chaîne espagnole Barcelo, les salariés gagnent en 2007, 47 pesos (2 €) par jour pour huit heures de travail. La majorité habite à une heure de trajet de leur lieu de travail, dans un des faubourgs de Cancún, sans services (pas de route, pas d'électricité, pas d'eau potable, pas de drainage). EchoWay s'est rendu dans un de ces 300 quartiers que l'on nomme « illégaux » et où vivent la majorité des employés des « tout inclus ». Leur illégalité n'est pas très rationnelle. En effet, Cancún attire des travailleurs de tout le Mexique, qui croient que les dollars des touristes vont atterrir dans leurs poches. Le contraste avec la réalité est saisissant : Cancún est cher, le travail mal payé et les conditions de vie n'ont rien à envier au premier bidonville ». L'article mentionne aussi de graves problèmes de pollution causés par la production de quelque 750 tonnes d'ordures au quotidien.
Un reportage paru sur Rue 89 signale que Cancún a été signalée par un rapport de l’Institut des statistiques mexicain (Inegi) comme la ville au plus fort taux de suicide du Mexique. « Une étude complémentaire a été aussitôt commandée à l’Observatoire de la violence sociale à Cancún. La question : pourquoi le taux de suicide à Cancún (9,8) est presque le triple du taux de suicide national (3,4) ? ». Elle signale également le désastre écologique généré par le tourisme : « 95 % des mangroves originelles qui protégeaient des ouragans ont disparu ».
Dans un éditorial au ton de pamphlet publié sur Voyageurs du Net, l'auteur dénonce le caractère artificiel de la zone hôtelière : « Ici est l’empire du faux, un paradis hors du monde des humains, éloigné de 6 kilomètres de la ville elle-même où vivent les vrais Mexicains. Bulle abstraite où tout n’est que parodie, paradis artificiel, paradis des artifices et des fesses, sans art. Jugez-en plutôt les noms des établissements qui, pour faire « couleur locale », arborent tous les mots attendus du répertoire « latino » et rappellent les heures les plus sombres de Sur un air latino de Lorie : Casa Tequila, Plaza la Fiesta, El Sombrero – Too bueno to be true, etc. ».
Le documentaire Mayapolis, de Renaud Lariagon (2023), montre comment les hôtels « tout compris » exploitent la main-d’œuvre indigène et relève qu'à Cancún « la division du travail est autant sociale que raciale »,.

## Jumelages
Cancún est jumelée avec les villes suivantes :
- Timișoara (Roumanie)
- Granadilla de Abona (Espagne)
- Miami (États-Unis)
- Wichita (États-Unis)

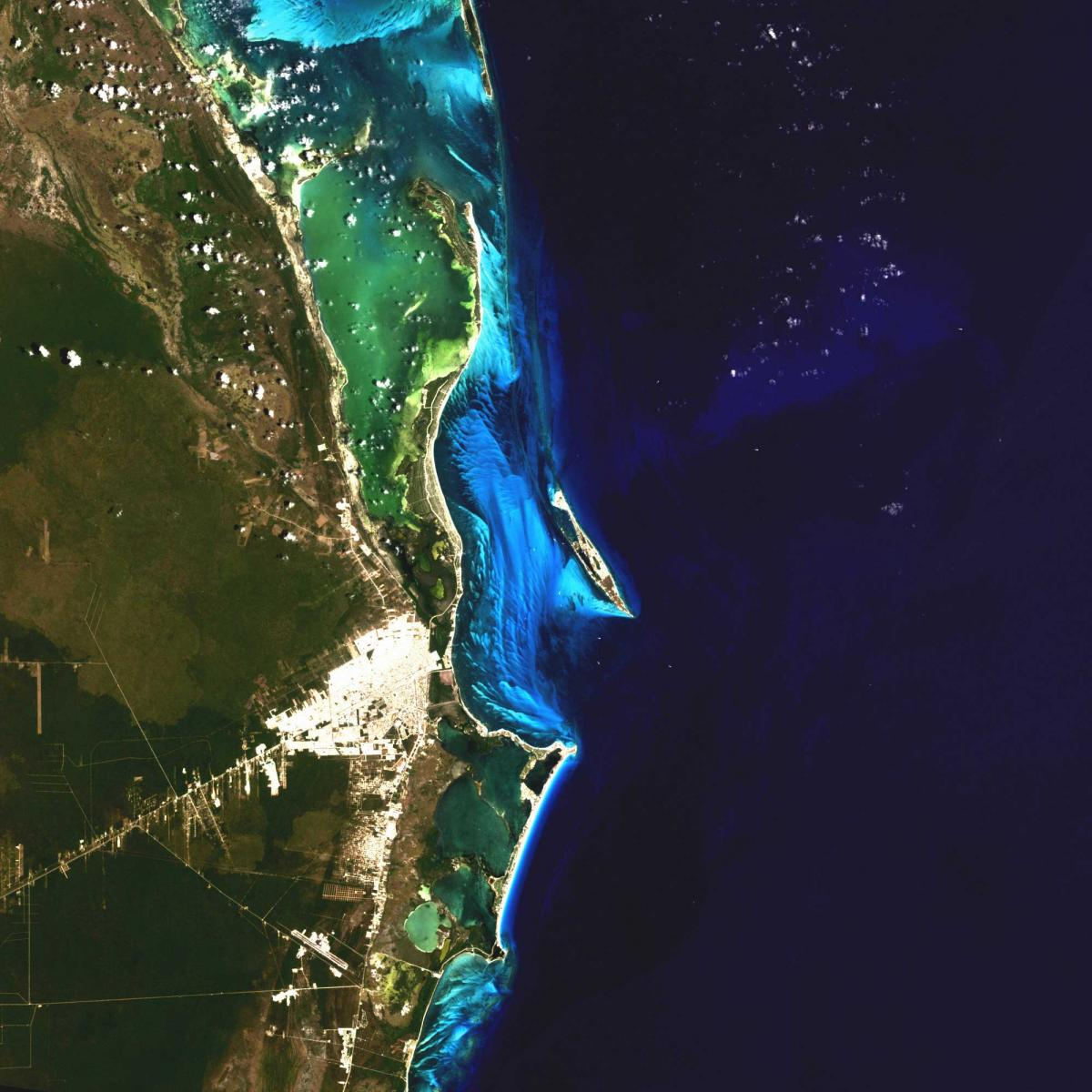
Photo satellite de Cancún
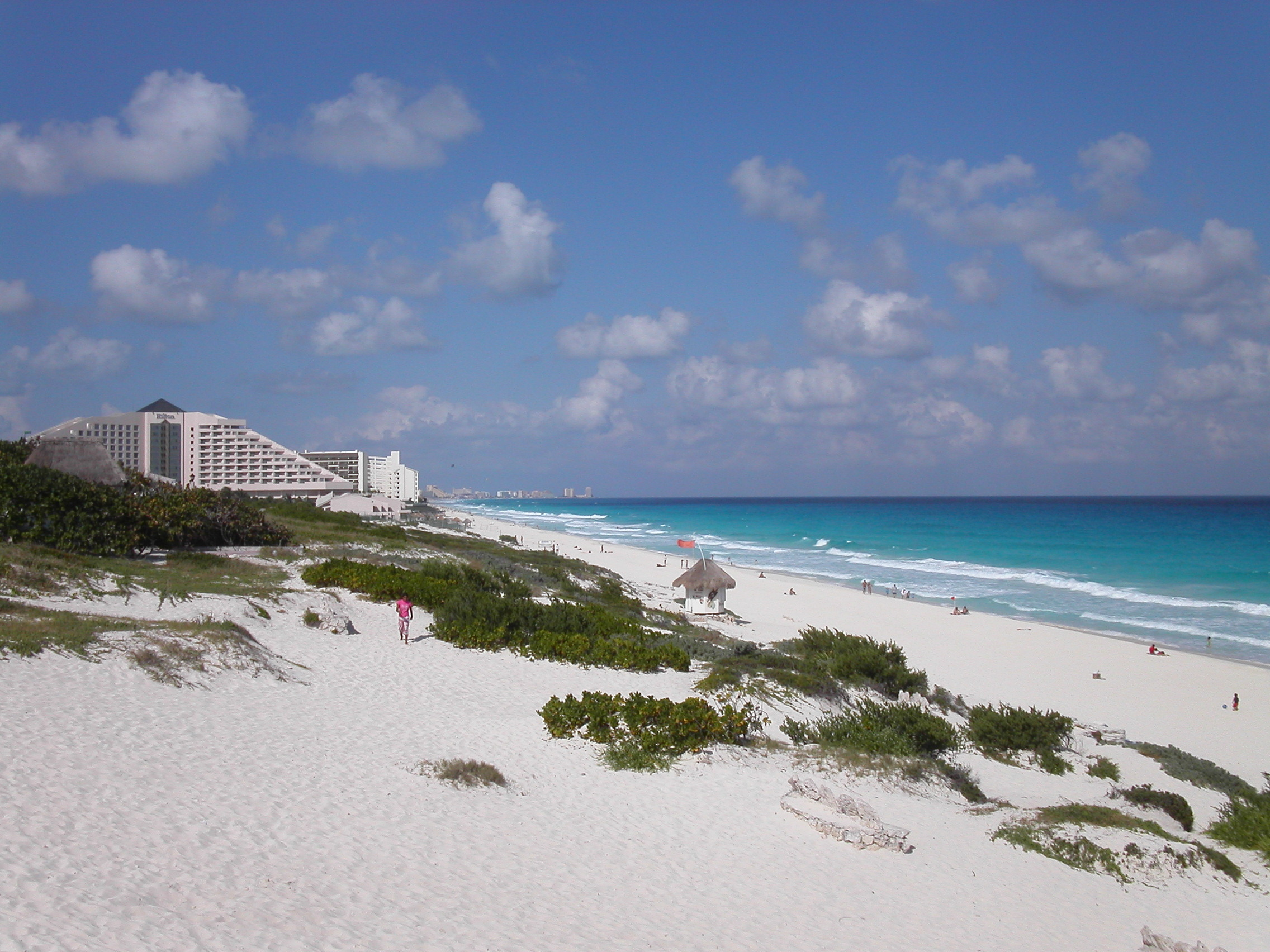
Hôtels et plage de Cancún

## Télévision
- Le début de la série Soy Luna se déroule à Cancún.